# Taricha granulosa
Espèce
Synonymes
- Salamandra granulosa Skilton, 1849
- Triturus similans Twitty, 1935
- Triturus granulosus twittyi Bishop, 1941
- Triturus granulosus mazamae Myers, 1942

Statut de conservation UICN

 LC  : Préoccupation mineure
Taricha granulosa est une espèce d'urodèles de la famille des Salamandridae. Elle est parfois appelée Triton rugueux.

## Répartition

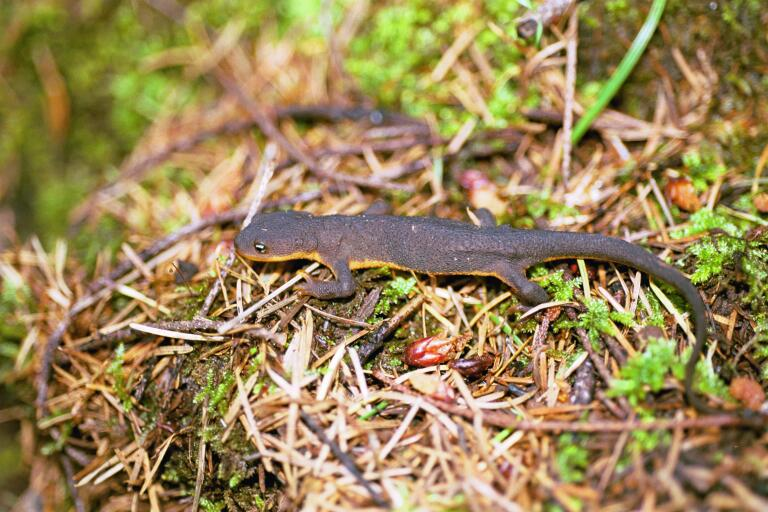
T. granulosa, observée en Californie.

Cette espèce se rencontre du niveau de la mer à 2 800 m d'altitude dans le sud de l'Alaska, dans l'ouest de l'État de Washington, dans l'Ouest de l'Oregon, et dans le nord-ouest de la Californie aux États-Unis, ainsi que dans l'Ouest de la Colombie-Britannique au Canada. Elle a été introduite en Idaho et au Montana.

## Toxine
Elle est connue pour sécréter un poison violent au niveau de sa peau.
La plupart des tritons produisent des toxines qui les protègent de la prédation, toutefois les espèces du genre Taricha ont des toxines particulièrement violentes. Taricha granulosa produit des tétrodotoxines (appelées dans ce cas « tarichatoxines »), dont un trentième de la quantité sécrétée par un animal est apte à tuer un homme en bonne santé. Cette toxine n'agirait que lorsqu'elle est ingérée mais il est parfois fait état de brulures dermiques en cas de contact avec la peau.
Seule la couleuvre rayée (Thamnophis sirtalis, aussi appelé serpent-jarretière) a développé une résistance aux toxines de ce triton. Peu à peu, un équilibre écologique s'est mis en place entre les deux espèces : les tritons les plus venimeux survivent davantage à la prédation des couleuvres, et les couleuvres les plus résistantes aux toxines sont favorisées dans leur accès à la nourriture.

## Publication originale
- Skilton, 1849 : Description of two reptiles from Oregon. American Journal of Science and Arts, sér. 2, vol. 7, p. 202 (texte intégral).